# ألكسندر أوفيشكين
ألكسندر أوفيشكين (مواليد 17 سبتمبر 1985) هو لاعب هوكي الجليد روسي يلعب في فريق واشنطن كابيتالز.ويعتبر من أعظم لاعبي هوكي الجليد في تاريخ دوري الهوكي الوطني.

## روابط خارجية
- ألكسندر أوفيشكين على موقع دوري الهوكي الوطني (الإنجليزية)
- ألكسندر أوفيشكين على موقع قاعة مشاهير الهوكي (لاعب أن.إتش.أل) (الإنجليزية)
- ألكسندر أوفيشكين على موقع دوري الهوكي للقارات (الإنجليزية)
- ألكسندر أوفيشكين على موقع EliteProspects.com (الإنجليزية)
- ألكسندر أوفيشكين على موقع Eurohockey.com (الإنجليزية)
- ألكسندر أوفيشكين على موقع HockeyDB.com (الإنجليزية)
- ألكسندر أوفيشكين على موقع Hockey-Reference.com (الإنجليزية)
- ألكسندر أوفيشكين على موقع أوليمبيديا (الإنجليزية)